# Вежховиська-Дольне
Вежховиська-Дольне (пол. Wierzchowiska Dolne) — село в Польщі, у гміні Белжиці Люблінського повіту Люблінського воєводства.
Населення — 108 осіб (2011).

## Демографія
Демографічна структура станом на 31 березня 2011 року:
|          | Загалом | Допрацездатний вік | Працездатний вік | Постпрацездатний вік |
| -------- | ------- | ------------------ | ---------------- | -------------------- |
| Чоловіки | 59      | 14                 | 37               | 8                    |
| Жінки    | 49      | 6                  | 29               | 14                   |
| Разом    | 108     | 20                 | 66               | 22                   |